# ハッカーグループ
ハッカーグループ (Hacker group) とは、ハッカーなどの集団。ハッカー集団と記載される事も多い。

## 概要
1980年代に個人向けコンピュータ（パソコン）の発売・普及に伴いコンピューター愛好家の間から発生していった。世界初のハッカーグループははっきりしていないが、ドイツのカオス・コンピュータ・クラブが1981年結成であり、アメリカのカルト・オブ・ザ・デッド・カウが1984年結成である。当時、ハッカーの定義自体が、現在使われている「コンピューターへの侵入や攻撃」というものだけではなく、コンピュータや通信機械に対する高い技術力や見識を持つ者にも使われており、現在と単語の用法や意味が異なるため、初期におけるコンピュータ愛好家とハッカーグループの区別は難しい。パソコン通信やインターネット（以下サイバー空間）が発達してくるにしたがって、徐々に現在の認識の様なハッカーグループが形成されていった。なお、日本においては、ハックとはサイバー空間での”ソフトウェア的”なハッキングを指す事が多いが、アメリカにおいては、”物理的なハッキング”もハッカーとみなされる事がある。これは、ネット黎明期においては、物理層とアプリケーション層の分離は、あまり進んでいなかった為に、内部侵入する為には、物理的な知見も必要としていたためで、例えば史上初のハッカーとされるジョン・T・ドレーパーは、無線機や電波の知見を有しており”笛”で特定周波数を送る事で、電話会社の内部無料通信に割り込める事を発見した。そのため、米国においては、電波ジャックなどの物理的侵入もハッカーとみなされており、それに伴い、同様の行為を行うグループもハッカーグループとみなされるなど、ハッカーおよびハッカーグループに対する若干の認識温度差がある。日本においては、主にサイバー空間で活動する者をハッカーと呼び、それらのグループをハッカーグループと呼んでいる。本項目は後者にあたる「サイバー空間で活動するハッカーグループ」を基本的に扱い、歴史的経緯から記述がある場合のみ、サイバー空間外でのハッカー集団を記述する。
主に、犯罪を犯した場合に大きく報道される事が多いため、ハッカーグループとは不正に侵入するグループあるいは、サイバー攻撃を行う集団との認識が多いが、sutegoma2の様に、純粋に技術向上を目指した善良なるハッカーグループも存在する。また、ロフトの様に、サイバースペースへの不正侵入やサイバー攻撃ではなく、ソフトウェア開発に特化したハッカーグループも存在するため、「サイバー侵入あるいはサイバー攻撃を行う集団」との定義だけとは限らない。ただし、大きな事件を起こした時に注目を受けるために、やはり目立つのは、ハッキング行為やクラッキング行為で報道ベースに乗ったハッカーグループである。報道ベースにものならい、無名あるいはサイバー攻撃を行わない善意のハッカーグループを入れると総数は不明だが、FBIは危険なハッカーグループとして60団体を2015年2月に指定した。また、米国防省とFBIはハッカーグループに300万ドルの懸賞金をかけた事がある。なお、民間だけでなくイラン、中国、イスラエル、米国、ロシア、北朝鮮らは、多くのハッカーグループを支援もしくは抱えているとオーストラリア紙のTHE AGEは伝えている。また、中国サイバー軍の61398部隊は数百～数千人ものハッカーやハッカーグループを抱えているとの報道もある。中には、シリア電子軍の様に、政府系機関なのか、（民間の）ハッカーグループなのかはっきりしないものも存在している。また、2014年のソニー・ピクチャーズ・エンタテインメントへのハッキング事件では、Guardians of Peace（GOP、平和の守護者たち）を名乗るハッカーグループが犯行声明を出しているが、米国当局は北朝鮮だと断定しており、ハッカーグループに偽装した北朝鮮サイバー軍もしくは、北朝鮮に雇われたハッカーグループと疑われている。また、20年以上その存在を隠し続けていたイクエーション・グループは米国NSAではないかとも疑われているが真相不明である。この様に国家間のサイバー戦争にかかわるハッカーグループは、その存在を隠匿もしくは偽装する可能性が高い。反面、積極的に自らの行動を宣伝するものも存在し、UGナチは、自らのサイバー攻撃を報道機関に通知して取り上げるようにメールした。また、ラルズセックなどは公式ページを持ち、ツイッターで攻撃の予告を宣言するなど、趣味志向のハッカーグループにおいては、目立つ事も目的に入れている場合がある。なお、ハッカーグループとは元来「ハッカーの集団」とされてきたが、近年、ハッカーグループに所属しながら、サイバー攻撃や侵入などには加わらず、周知や告知に専念する「広報担当」なる役割分担も現れた為に、必ずしもハッカーグループに所属する全員がハッカーとは限らなくなった。アノニマスにおいては、広報担当が存在しており、CGで宣言動画を作成したり、ツイッターやｗｅｂなどを活用して攻撃協力の呼びかけや、マスコミの取材対応、人集めを行う者もいるためである。アノニマスは、ハクティビズムと呼ばれる思想によって行動しているとされ、これら政治的信念によって行動するハッカーグループをハクティビストと呼ぶ。その反面、前述のラルズセックは娯楽目的、UGナチは娯楽と金銭目的であったと推測され、また、2013年には、株式のインサイダー取引目的でサイバー攻撃を活用した名称不明のハッカーグループも指摘されており、経済的利益のための犯罪的ハッカー集団も存在する。
この様に、ハッカーグループと言っても様々な目的・動機・手段・傾向が見られ、また、技術的にもグループに得意分野・よく使用する手法などがあるために、セキュリティのセミナーなどでは、盛んにハッカーグループ毎の特徴などを分析しており、セキュリティ対策としてのハッカーグループごとの分析は重要と見られている。ソニー・ピクチャーズ・エンタテインメントへのハッキング事件の際には、米国FBI当局の記者会見において「北朝鮮の攻撃パターンと一致」と述べており、このことから米国当局は常時ハッカーグループの攻撃パターンを収集し分析に活用しているのが予見される。また、イクエーション・グループを発見したセキュリティ大手のカスペルスキー社も、他の膨大なデータベースからの分析を行っている事がレポートから読み取れる。一部研究者からは、これらハッカーグループの分類や分析が提唱されている。

## 分類

### NICT分類
独立行政法人情報通信研究機構(NICT)による分類。（平成25年度のプレゼン説明用・暫定）によれば、軽快犯・自己顕示・経済犯・示威活動（Hacktivism）・諜報活動（Cyber Espionage）に分類されている。